# Série de pièces commémoratives américaines du Mondial de football de 1994
La série de pièces commémoratives américaines du Mondial de football de 1994 est une série non circulante émise par la Monnaie des États-Unis en 1994 et frappée par les Monnaies de San Francisco et de Denver. Elle est autorisée par la loi 102-281 du 13 mai 1992, qui prévoit l'émission d'une série de pièces pour commémorer la célébration de la Coupe du Monde de football de 1994 aux États-Unis.
En plus de la pièce d'argent d'un dollar, les autres pièces qui complètent la série commémorative en vertu de la même loi sont la pièce d'or de cinq dollars et la pièce de cinquante cents en alliage cuivre-nickel. Les trois pièces de la série partagent le même design au revers.

## Contexte
La Coupe du Monde de la FIFA 1994 aux États-Unis est la quinzième édition de la Coupe du Monde de football et se déroule du 17 juin au 17 juillet 1994. Les États-Unis sont choisis comme pays hôte de la Coupe du Monde pour la première fois de leur histoire, suscitant une grande controverse en raison de l'absence de tradition footballistique dans le pays, en raison de la popularité d'autres sports tels que le baseball, le football américain, le hockey sur glace et le basketball.

## Législation
La loi publique 102-281, Titre II, autorise la Monnaie des États-Unis à produire et émettre des quantités limitées de pièces commémoratives. Une pièce d'or d'une valeur faciale de 5 $, une pièce d'argent d'une valeur faciale de 1 $, une pièce d'un demi-dollar en métal composite cuivre-nickel.
La proposition de pièce commémorative en argent serait composée de 90 % d'argent, 10 % de cuivre, et aurait le même poids (26,73 grammes) que d'autres pièces commémoratives récentes. La trésorière des États-Unis, Catalina Vasquez Villalpando (en), annonce le 15 septembre 1992, qu'un concours national serait organisé pour les designs du programme de pièces commémoratives de la Coupe du Monde 1994, avec comme date limite de réception des designs par la Monnaie le 11 décembre 1992.

## Dessins

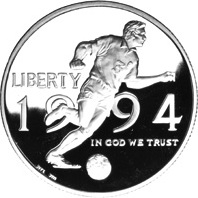
L'avers du demi-dollar de la Coupe du Monde de football 1994

Le revers, commun aux trois pièces et œuvre de Dean McMullen, reproduit le logo de la Coupe du Monde de la FIFA, qui s'est déroulée aux États-Unis en 1994, avec des branches de laurier de chaque côté. Ce motif est entouré de légendes faisant référence au nom du pays et à la valeur faciale de la pièce, ainsi que du slogan E PLURIBUS UNUM.

### Demi-dollar
L'avers du demi-dollar, conçu par Richard T. LaRoche, comprend un joueur de football en action, penché en avant et balle au pied, ainsi que les inscriptions LIBERTY, IN GOD WE TRUST et 1994.

### Dollar
À l'avers de la pièce, conçu et gravé par Dean McMullen, on trouve l'image de deux footballeurs luttant pour un ballon. Au-dessus d'eux, l'inscription LIBERTY avec six étoiles intercalées. Les légendes comprennent le slogan IN GOD WE TRUST, caractéristique des pièces américaines, et la date d'émission de la pièce.

### Half eagle
Sur l'avers, créé par William J. Krawczewicz, figure le trophée de la Coupe du Monde de football et les mêmes inscriptions que les deux autres pièces.

## Production et vente
La loi qui autorise l'émission de cette série commémorative prévoit une émission maximale de 750 000 pièces de cinq dollars et cinq millions d'exemplaires pour chacune des deux autres pièces. La pièce d'un demi-dollar est produite à la Monnaie de Philadelphie dans sa version brillant universel, tandis que la Monnaie de San Francisco se charge de frapper les pièces avec une finition belle épreuve. San Francisco frappe également la version belle épreuve de la pièce de 1 dollar, tandis que les pièces brillant universel sont produites à la Monnaie de Denver. La Monnaie de West Point est chargée de la frappe de toutes les pièces de cinq dollars. L'émission est présentée et mise à la disposition du public le 14 juin 1994.
Un total de 112 061 pièces de cinq dollars sont vendues (89 614 en version belle épreuve et 22 447 en finition brillant universel). Les ventes de pièces de 1 dollar atteignent 658 614 exemplaires, 577 090 belle épreuve et 81 524 brillant universel tandis que les ventes de pièces d'un demi-dollar se montent à un total de 777 562 unités dont 609 354 belle épreuve et 168 208 en version brillant universel.
Les pièces sont commercialisées au prix de, en finition brillant universel et belle épreuve, respectivement, 9,50 et 10,50 dollars les demi-dollars en cupronickel et 28 dollars et 31 dollars pour la pièce de 1 dollar en argent. Conformément à la loi qui autorise cette émission, les bénéfices tirés de sa commercialisation sont destinés à World Cup USA 1994, Inc., pour contribuer au financement de l'organisation de la Coupe du Monde de football aux États-Unis en 1994, et 10 % de ces fonds sont mis à la disposition de la Fédération de football des États-Unis pour l'octroi de bourses d'études.